# Rachid Boussarsar
 (juillet 2024).
Si vous disposez d'ouvrages ou d'articles de référence ou si vous connaissez des sites web de qualité traitant du thème abordé ici, merci de compléter l'article en donnant les références utiles à sa vérifiabilité et en les liant à la section « Notes et références ».
Rachid Boussarsar (arabe : رشيد بوصرصار), né le 4 avril 1959 à Sfax, est un volleyeur tunisien. Il dispose d'un excellent palmarès tant au niveau national que continental.

## Biographie
Il découvre très jeune le volley-ball grâce à ses trois frères aînés Ali, Ahmed et Abdelaziz, qui jouaient au sein de l'Union sportive des transports de Sfax (USTS). Il signe à son tour au profit de cette équipe et remporte dès ses débuts des titres dans la catégorie des cadets et des juniors. À l'âge de 17 ans, il est recruté dans l'équipe des seniors et devient rapidement l'organisateur attitré de l'équipe de Tunisie, avec laquelle il dispute toutes les compétitions, dont les championnats du monde, les coupes du monde, les Jeux olympiques, etc.
En 1980, le Club africain, qui avait monté une équipe avec les transfuges de l'USTS, notamment Abderrazak Miladi, Mohamed Kerkeni, Abdelaziz Derbal et Bahri Trabelsi, engage son frère Ali comme entraîneur et celui-ci recrute ses deux jeunes frères Rachid et Hédi. Ils remportent alors de nombreux titres nationaux et continentaux.
Après deux ans passés dans les pays côtiers du golfe Persique, de 1984 à 1986, il revient terminer sa carrière en Tunisie.  

## Palmarès

### Jeunes de l'USTS
- Finaliste de la coupe de Tunisie minimes : 1974
- Vainqueur de la coupe et du championnat de Tunisie cadets et du championnat juniors : 1976
- Vainqueur du championnat et finaliste de la coupe juniors : 1977
- Vainqueur de la coupe juniors : 1979

### Club africain
- Champion de Tunisie : 1981, 1983, 1989, 1990, 1991, 1992, 1994
- Vainqueur de la coupe de Tunisie : 1983, 1984, 1990,  1991, 1992
- Vainqueur de la coupe d'Afrique des clubs champions : 1991, 1992, 1993
- Vainqueur de la coupe d'Afrique des clubs vainqueurs de coupe : 1992
- Vainqueur de la coupe arabe des clubs champions : 1992, 1994
- Participation au championnat du monde des clubs : 1992

### Club sportif sfaxien
- Champion de Tunisie : 1987
- Vainqueur de la coupe de Tunisie : 1987

### Équipe nationale
- Vainqueur du championnat arabe : 1980, 1984, 1988
- Vainqueur des Jeux panarabes : 1985
- Vainqueur du championnat maghrébin de volley-ball : 1979
- Vainqueur du championnat d'Afrique : 1979, 1987
- Vainqueur de la coupe d'Afrique des nations : 1977
- Vainqueur des Jeux africains : 1978
- Vainqueur de la coupe de solidarité arabo-africaine : 1982

### Participations à des compétitions internationales
- Jeux olympiques : 1984, 1988[1]
- Coupe du monde : 1981, 1991
- Championnat du monde : 1978, 1982, 1986
- Jeux méditerranéens : 1979,  1983, 1991